# Montplonne
Montplonne é uma comuna francesa na região administrativa de Grande Leste, no departamento de Meuse. Estende-se por uma área de 20,68 km². Em 2010 a comuna tinha 161 habitantes (densidade: 7,8 hab./km²).